# Hallowed Be Thy Name
«Hallowed Be Thy Name» es una canción escrita por Steve Harris para el álbum The Number of the Beast de Iron Maiden, fue además publicada en forma de sencillo en 1993 para el álbum en directo A Real Live Dead One. La canción describe los pensamientos de un hombre momentos antes de dirigirse a la horca, sus pensamientos acerca de la muerte. Si bien afirma que no teme a la muerte, al final crea un contrapunto entre la realidad de la existencia y su consecuencia final en la muerte, el clímax de la letra llega a cuestionar el valor de verdad que comúnmente se le asigna a la vida, afirmando que la vida mundana es solo ilusión y que solo en la "otra" vida podría encontrarse la verdad. En la coda final, el hombre es ejecutado.
La canción comienza con un tempo lento para después ir aumentando la frecuencia. Bruce Dickinson muestra su rango vocal y su poderío en ambas partes, lenta y rápida. Está considerada como uno de los clásicos de Iron Maiden, así como una de las mejores canciones de heavy metal de todos los tiempos, y es interpretada en todos los conciertos de la banda inglesa, afirmado por Steve Harris.
"Hallowed Be Thy Name" fue nombrada como la mejor canción de heavy metal según la versión neerlandesa de la revista Billboard en el 2007.

## Demanda por plagio
Una sección de la letra de "Hallowed Be Thy Name" es similar a la letra de la canción "Life's Shadow" (1973) del grupo de rock progresivo británico Beckett. El mánager de Iron Maiden, Rod Smallwood, era el agente de Beckett en esa época. De adolescente, Steve Harris vio a la banda tocar esta canción en vivo. Harris y Murray contactaron secretamente con uno de los compositores acreditados, Robert Barton, para resolver el asunto. Sin embargo, otro de los compositores de la canción, Brian Ingham, demandó a Iron Maiden por su parte de los beneficios de la canción. Ingham se enteró del asunto hasta 2011 y Barton reclamó ser el único compositor durante el arreglo original.

## Lista de canciones del sencillo
1. «Hallowed Be Thy Name»[3] (en directo), desde Moscú, Rusia, el 4 de junio de 1993 – 7:26
2. «The Trooper» (en directo) desde Helsinki, Finlandia, el 5 de junio de 1992 – 3:53
3. «Wasted Years» (en directo) desde Bremen, Alemania, el 16 de abril de 1993 – 4:42
4. «Wrathchild» (en directo) desde Helsinki, Finlandia, el 5 de junio de 1992 – 2:57

## Miembros
- Steve Harris – bajo
- Bruce Dickinson – voz
- Dave Murray – guitarra, primer solo de guitarra
- Adrian Smith - guitarra, segundo solo de guitarra
- Clive Burr – batería

## Versiones
- 1993: por Ceremonial Oath
- 1996: por Solitude Aeturnus
- 1998: por Cradle of Filth
- 2001: por Silent Eye
- 2002: por Iced Earth
- 2002: por Dream Theater
- 2005: por The Iron Maidens
- 2006: por Take Cover
- 2007: por Brown Brigade
- 2008: por Machine Head